# كيفن ميرفي (كرة سلة)
كيفن ميرفي (بالإنجليزية: Kevin Murphy)‏ مواليد 6 مارس 1990 في أتلانتا، هو لاعب كرة سلة أمريكي. بدأ مسيرته الاحترافية في سنة 2012. تم اختياره من قبل فريق يوتا جاز خلال الدرافت. يلعب في دوري الرابطة الوطنية لفئة التطوير. يحمل الرقم 55. يبلغ طوله 6 قدم 6 بوصة (2.0 م).

## المسيرة الاحترافية
لعب مع يوتا جاز في موسم 2012–2013، ثم لعب مع ستراسبورغ أي جي في الدوري الفرنسي في سنة 2013، ثم لعب مع تشيجيانغ ليونز في سنة 2015.

## روابط خارجية
- كيفن ميرفي على موقع إن بي أي (الإنجليزية)
- كيفن ميرفي على موقع سبورتس رفرنس (الإنجليزية)
- كيفن ميرفي على موقع كرة السلة الأوروبية.كوم (الإنجليزية)
- كيفن ميرفي على موقع كلية كرة السلة في سبورتس رفرنس.كوم (الإنجليزية)
- كيفن ميرفي على موقع ريلجم (الإنجليزية)
- كيفن ميرفي على موقع بروبوليرز (الإنجليزية)
- كيفن ميرفي على موقع سبورتس رفرنس (الإنجليزية)
- كيفن ميرفي على موقع سبورتس رفرنس (الإنجليزية)